# 馬托瓦 (明尼蘇達州)
馬托瓦（英語：Mahtowa）是位於美國明尼蘇達州卡爾頓縣馬托瓦鎮區的一個普查規定居民點。

## 人口
根據2020年美國人口普查的數據，馬托瓦的面積為27.45平方千米，當中陸地面積為27.43平方千米，而水域面積為0.02平方千米。當地共有人口332人，而人口密度為每平方千米12.09人。